# Los Cristianos

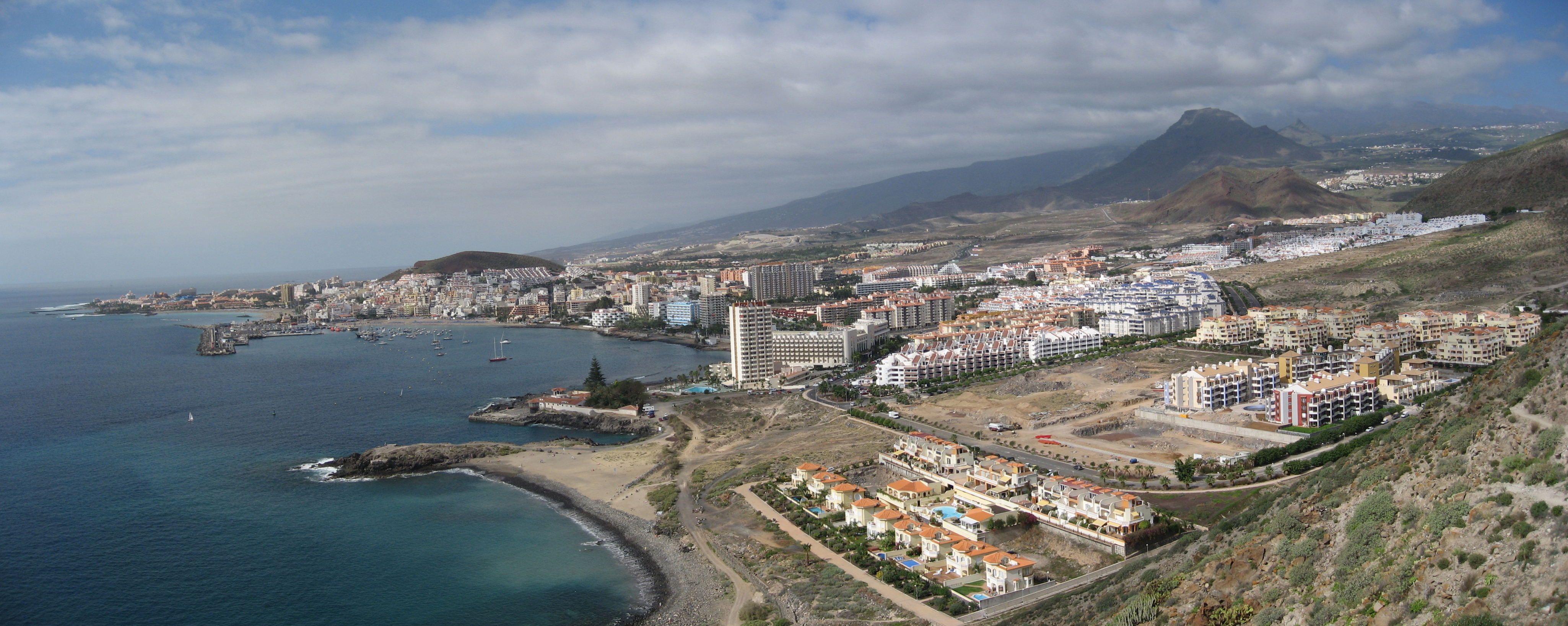
Los Cristianos

Los Cristianos är en stad på Kanarieön Teneriffa. Los Cristianos har nästan växt samman med grannstaden Playa de las Américas, där man kan gå mellan de olika städerna på en palmkantad strandpromenad. 
Staden har en kosmopolitisk befolkning på totalt 19.039 invånare enligt källor ISTAC (2009-01-01). Los Cristianos är beläget i kommunen Arona och inramat av två skyddade naturområden, Chayofita-berget och Guaza-berget. Los Cristianos har upplevt en kraftig urbanisering runt hamnen och stranden från turistboomen i början av 1970-talet. Stan har två gyllene stränder, barer och restauranger, och ett stort utbud av boende, inklusive lägenheter och hotell i alla kategorier. 

## Historia
Los Cristianos var från början en fiskeby och de första historiska referenserna dateras från 1500-talet, där förekomsten av hamnen är beskrivna. Under 1600 till 1800-talet genomfördes flera räder av pirater som hotade dess invånare.  Den första permanenta bosättningen i Los Cristianos uppstod på 1860-talet, då den beskrevs av Pedro de Olive som ett fiskeläge i Arona, inrymmande tre boningar, ett tvåvåningshus och en hydda. Befolkningen i Los Cristianos började växa i slutet av artonhundratalet med tillkomsten av industri och handel. Med hotet från piraterna avlägsnat, blomstrade Los Cristianos som centrum för import och export i södra Teneriffa med sin naturliga hamn. 1909 byggdes den första vågbrytaren. Jordbruket var inte någon del av den lokala ekonomin förrän vatten leddes in från fuktigare områden. År 1914 fick Teofilo Bello Rodriguez ta vatten från Vilaflor till Los Cristianos och en ny framtid öppnade sig. Tomater och bananer kunde därmed odlas.

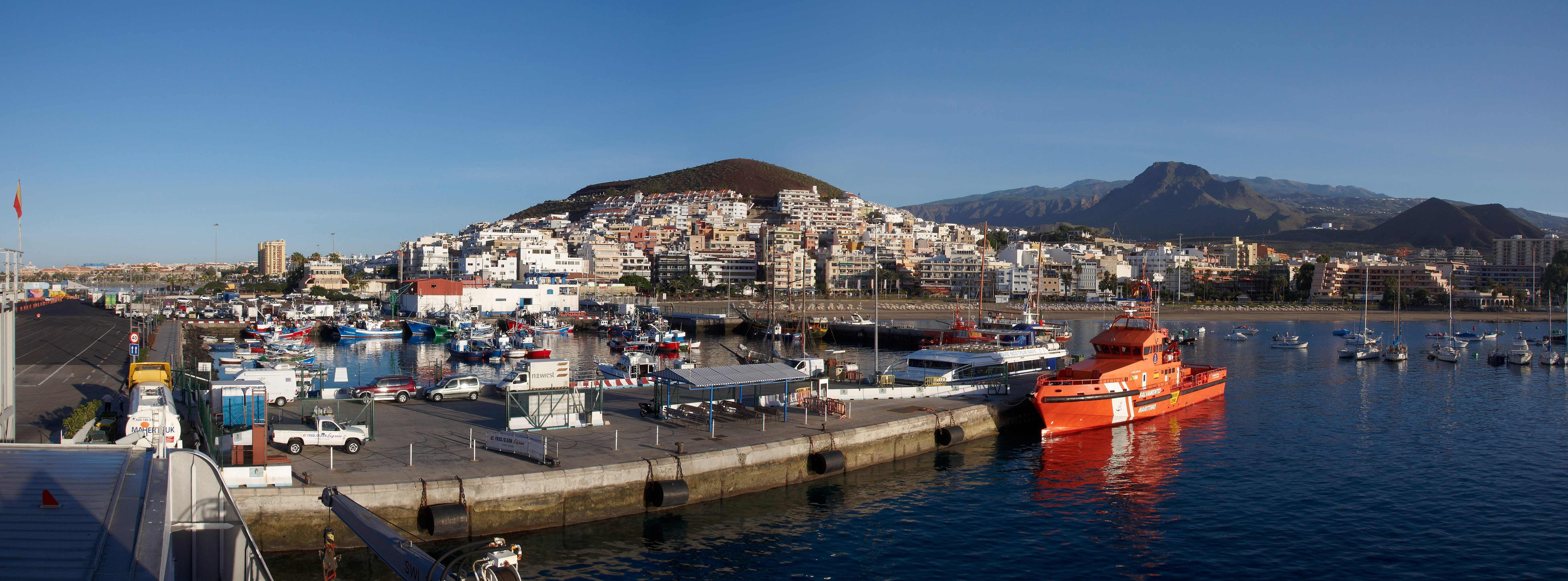
Los Cristianos

Den växande befolkningen ledde till byggandet av ett kapell 1924 som senare revs 1987 för att bygga en ny större kyrka. Under andra världskriget byggdes tre små försvarsverk vid kusten i Los Cristianos som ett försvar mot en eventuell brittisk invasion. Några av dessa försvarsverk är intakta i dag. På grund av ökad fiske och handel, utvidgades och muddrades hamnen i Los Cristianos så den kunde rymma fler och större fartyg. 1975 startades dagliga transporter av passagerare och gods mellan Los Cristianos och San Sebastián de La Gomera.  
Det var under den andra halvan av nittonhundratalet som ekonomin och befolkningen började förändras, från det ursprungliga fisket till turism. De första turisterna som kom var mestadels skandinaviska, särskilt svenska, vilket gav upphov till en av de viktigaste gatorna i staden, Avenida de Suecia. De första turisterna började komma på grund av det utmärkta klimatet i området. Därifrån har turismen vuxit fram till i dag, och är idag den ekonomiska basen för befolkningen.

## Demografi
| 2000 | 2001  | 2002  | 2003  | 2004  | 2005  | 2006  | 2007  | 2008  | 2009  | 2010  |
| ---- | ----- | ----- | ----- | ----- | ----- | ----- | ----- | ----- | ----- | ----- |
| 9851 | 10943 | 13514 | 14263 | 14864 | 16187 | 16883 | 17344 | 18234 | 19039 | 19383 |

## Stränder

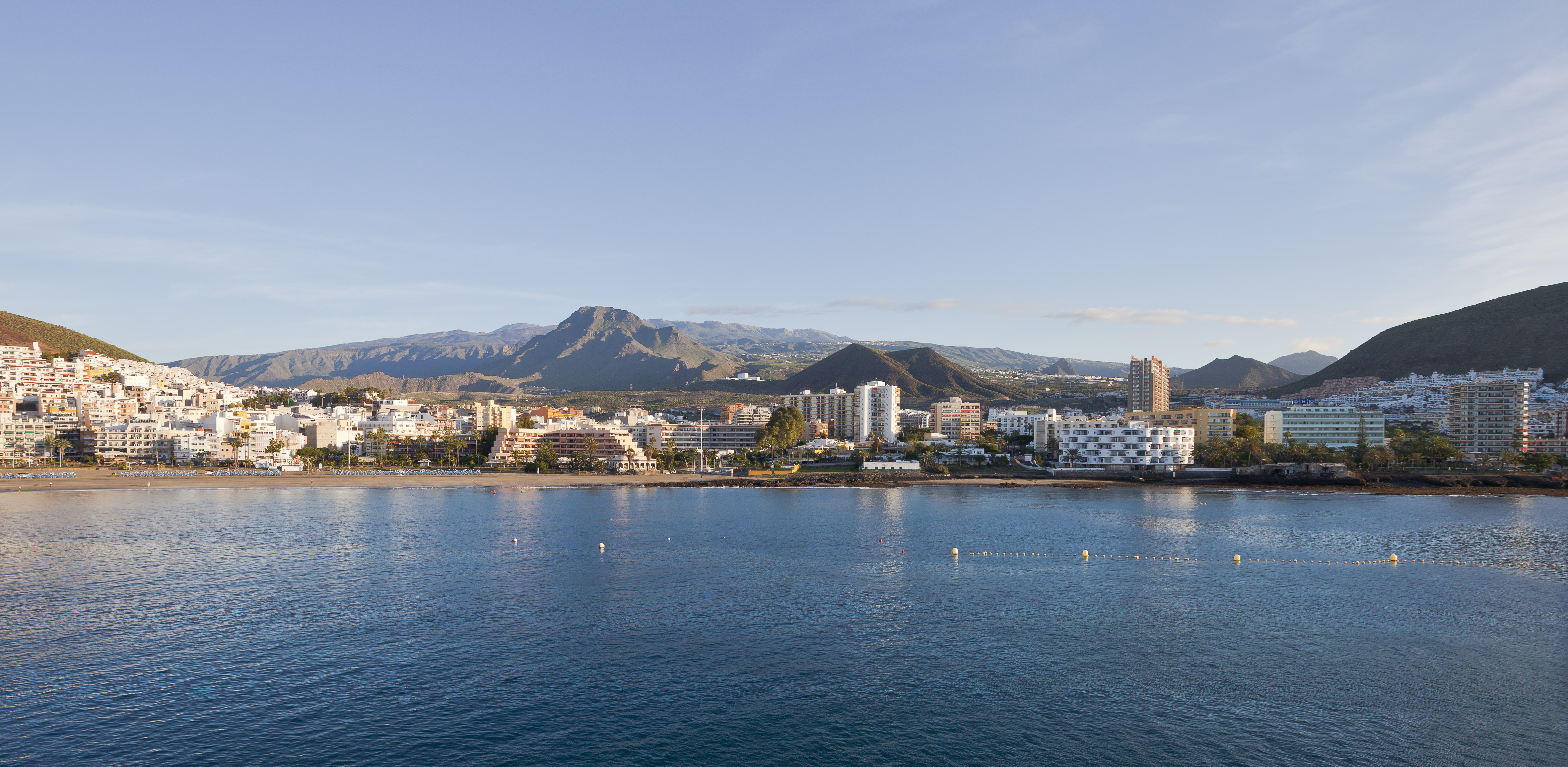

I Los Cristianos finns det två huvudsakliga stränder: Den lilla stranden Playa de Los Cristianos är en strand skyddad av hamnen.Den stora är Playa de Las Vistas, den ligger i en vik nära hamnen,skyddad av vågbrytare. Bägge stränderna har vita sandstränder,(sanden är fraktad från Sahara) toaletter,duschar,badvakter o solstolar samt paraplyer att hyra.

## Ekonomi
Idag har Los Cristianos en ekonomi baserat på turism som lockar hundratusentals besökare varje år. Det är också det viktigaste kommersiella centrumet på södra Teneriffa, med gator med affärer och restauranger, tapasbarer, shopping, osv. 

### Hamnen i Los Cristianos
Hamnområdet i Los Cristianos rankas nummer ett i Spanien när det gäller passagerartrafik genom dess koppling till hamnarna i San Sebastián de La Gomera , La stav i El Hierro samt Santa Cruz de La Palma. Dessutom olika fartyg som har turer till närliggande områden som klipporna i Los Gigantes, Masca eller valsafari. 